# Alvise Ier Mocenigo
Pour les autres membres de la famille, voir Mocenigo.
Alvise Ier Mocenigo est le 85e doge de Venise élu en 1570, son dogat dure jusqu'en 1577. Sous son règne a lieu la bataille de Lépante.

## Biographie
Alvise Mocenigo est le fils de Tommaso et Lucrezia Marcello, dont on sait peu de sa famille. Il épouse Loredana Marcello qui meurt en 1572.
Mocenigo se passionne pour les études et il est un admirateur des antiquités classiques. Il mène une bonne carrière diplomatique, ambassadeur en 1545 auprès de Charles Quint qui le fait comte palatin, en 1557 auprès du pape Paul IV.
En 1566, il est nommé chef du conseil des Dix et procurateur de Saint-Marc (1565). En 1567, pensant que c'est le moment, il présente sa candidature au siège dogal mais la forte concurrence avec trois de ses rivaux directs a tellement dispersé les voix qu'après 77 scrutins, le choix se porte sur Pietro Loredano déjà très âgé. À la mort de ce dernier, Mocenigo se représente et réussit à être élu.

### Le dogat
Quand il est élu, Venise se prépare à une guerre inégale avec les Turcs, qui désireux de prendre possession de l'Île de Chypre, aux mains des Vénitiens depuis un siècle, ont équipé une puissante flotte pour la conquérir. Au cours de la période 1570–1571, la situation se présente défavorablement pour l'île qui, après une lutte âpre pour la possession de Nicosie (9 septembre) et la résistance de Famagouste (où le commandant Marco Antonio Bragadin, se rendant avec sa garnison est écorché vif), tombe aux mains ennemies.
Avec du retard, l'alliance voulue par le pape Pie V est formée qui permet la constitution d'une flotte chrétienne qui détruit la flotte turque à Lépante (Bataille de Lépante, 7 octobre 1571). Le succès dont l'avantage n'est pas exploité contraint Venise à une paix (7 mars 1573) par laquelle elle cède l'île.
Le reste du dogat de Mocenigo ne se passe pas sous de meilleures auspices : un incendie détruit le palais des Doges (11 mai 1574 et se reproduit en décembre 1577), il y a une montée des eaux extraordinaire et le retour de la peste en 1575.
Alvise Ier Mocenigo meurt le 4 juin 1577 et est enterré dans la basilique de San Zanipolo.
Le dogat est sous bon nombre d'aspect assez malchanceux, Mocenigo n'exerçant aucun contrôle sur ces évènements, il démontre cependant une grande force d'esprit et de décisions pour résoudre les urgences.

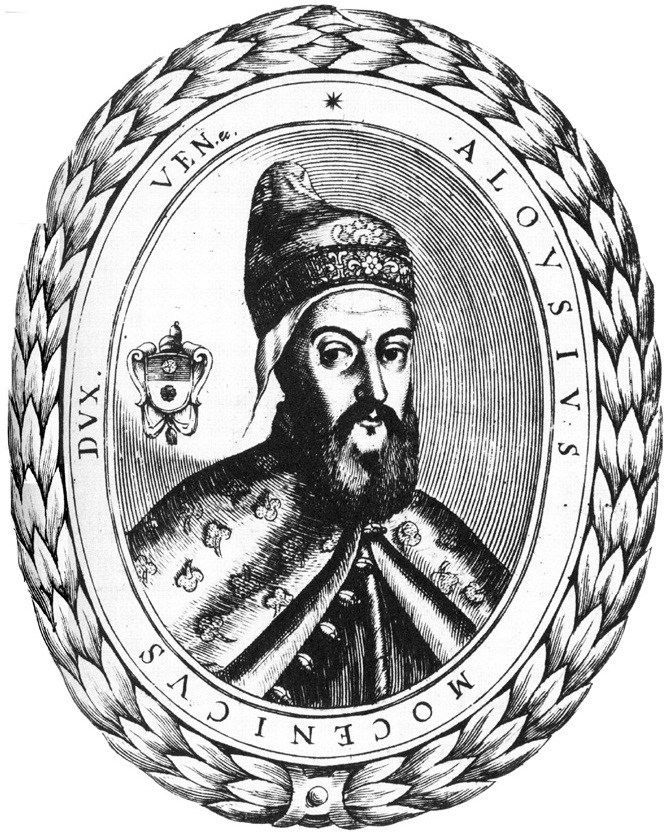
Alvise Ier Mocenigo
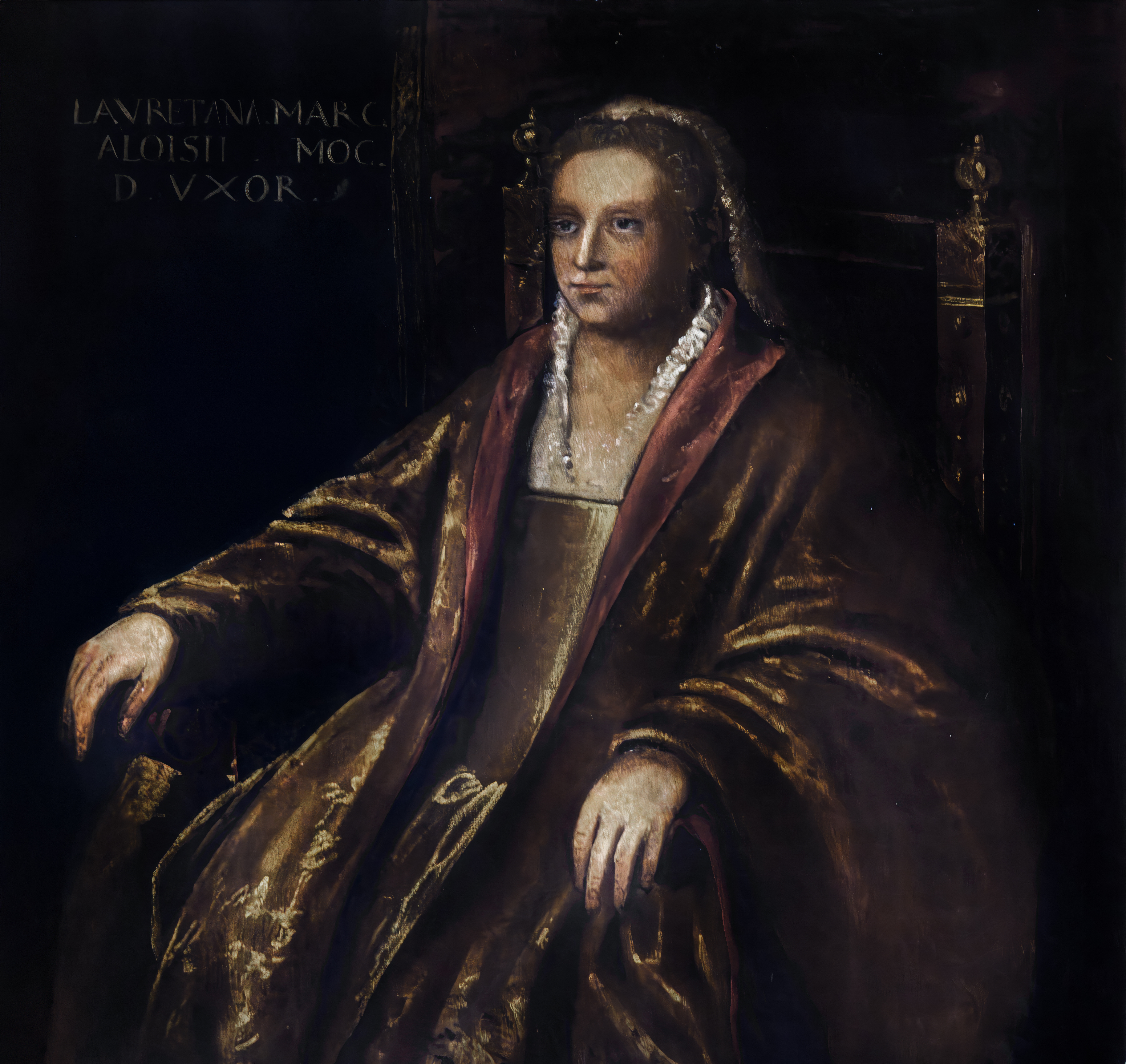
Portrait de la dogaresse Loredana Marcello épouse du doge Alvise Ier
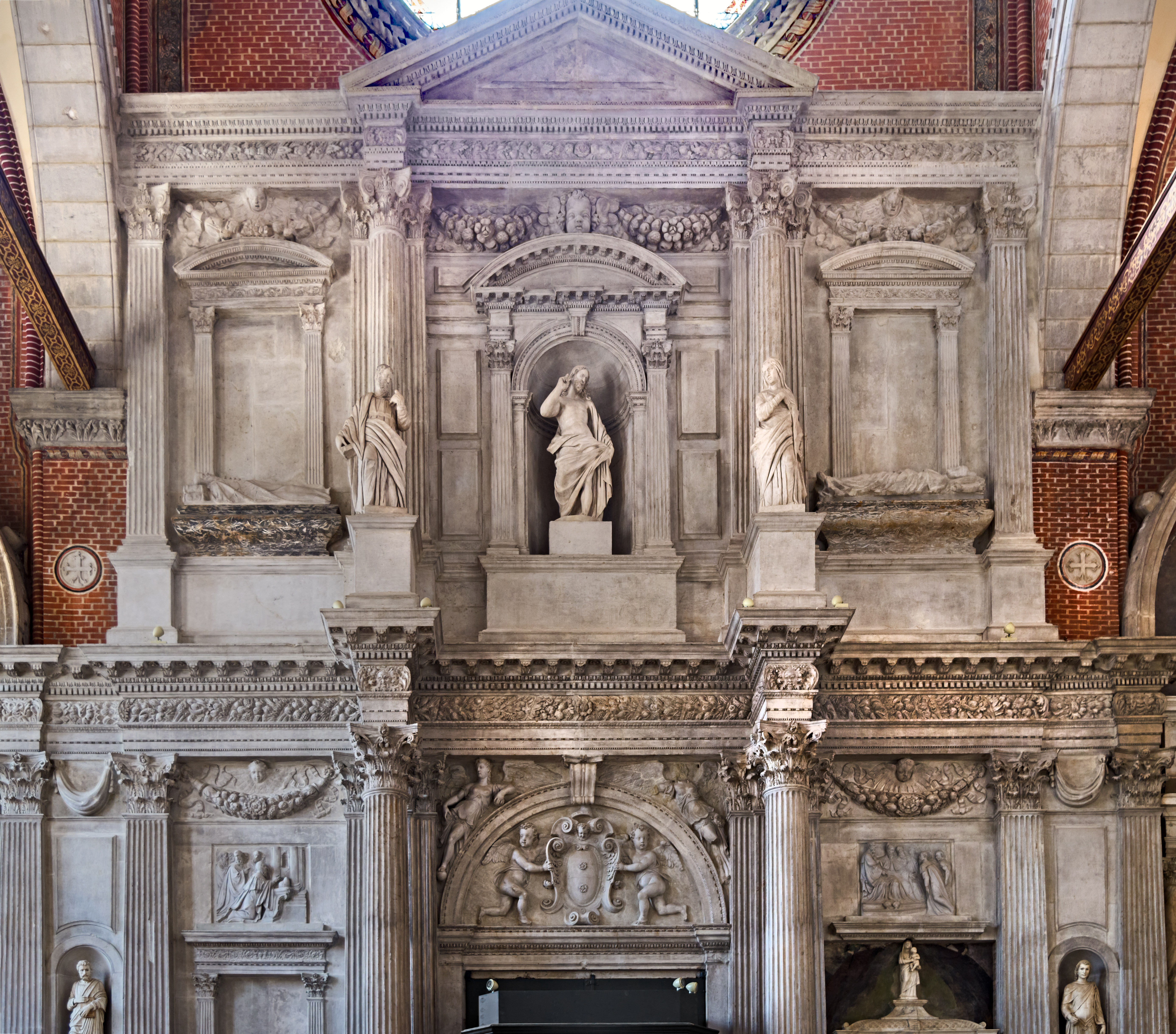
Monument d'Alvise Mocenigo.

## Sources
- (it) Cet article est partiellement ou en totalité issu de l’article de Wikipédia en italien intitulé « Alvise I Mocenigo » (voir la liste des auteurs).